# Konstantin Andrejewitsch Somow

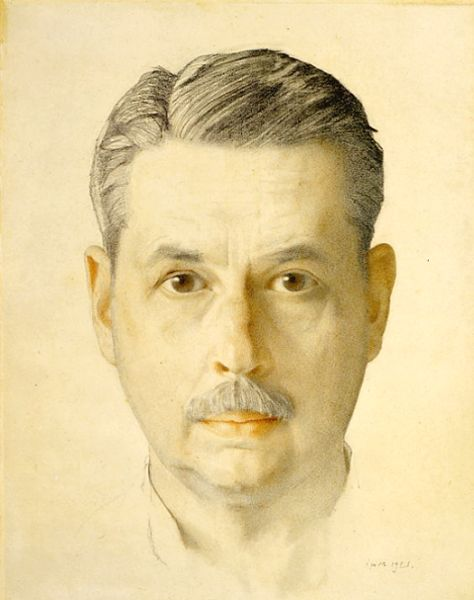
Selbstbildnis (1921)

Konstantin Andrejewitsch Somow (russisch Константин Андреевич Сомов; geboren 18. Novemberjul. / 30. November 1869greg. in Sankt Petersburg, Russisches Kaiserreich; gestorben 6. Mai 1939 in Paris) war ein russischer Maler und Grafiker.

## Leben
Geboren als Sohn des Kunstwissenschaftlers und späteren Senior-Kurators der Eremitage Andrei Iwanowitsch Somow (1830–1909) wuchs er mit zwei Geschwistern in Sankt Petersburg auf. Sein Bruder Alexander (1867–1903) war Kunstwissenschaftler und bearbeitete im Finanzministerium Museumsangelegenheiten. Seine Schwester Anna (1873–1945) war wie Konstantin Künstlerin.
In der Zeit von 1888 bis 1897 studierte Somow an der Petersburger Kunstakademie. Nach seinem Abschluss ging er nach Paris, wo er in den folgenden zwei Jahren an einer Privatakademie studierte. Nach seiner Rückkehr aus Paris ließ er sich 1899 in Sankt Petersburg nieder. Bereits in jungen Jahren machte Somow die Bekanntschaft mit Alexander Benois (Benua), Walter Nouvelle (Nuwel) und Dmitri Filossofow, mit denen zusammen er sich an der Gründung der Vereinigung Mir Iskusstwa beteiligte. Gleichzeitig war er ein Mitbegründer der gleichnamigen Zeitschrift („Kunstwelt“).
1913 wurde er ordentliches Mitglied der Petersburger Kunstakademie. 1918 wurde er Professor der Petrograder Staatlichen Kunsthochschule. 1923 verließ Somow Russland. Zwei Jahre später ließ er sich in Frankreich nieder, wo er 1939 in Paris starb. Seine letzte Ruhestätte fand er in einem südlichen Pariser Vorort im russischen Friedhof von Sainte-Geneviève-des-Bois.

## Ausstellungen und Kunsthandel
Seine Werke, in der Hauptsache Porträts und Landschaftsgemälde, sind heute in der Tretjakow-Galerie sowie im Russischen Museum ausgestellt. Dort hängt auch das 1925 entstandene Porträt des ebenfalls – allerdings in die USA – emigrierten Komponisten Sergei Wassiljewitsch Rachmaninow, welcher Russland schon 1917 verlassen hatte.
Im Auktionshaus Christie’s kam 2007 eine umfangreiche Sammlung von Somov-Bildern, Fotografien und Gegenständen aus dem Besitz des Künstlers zur Versteigerung: Die "Somov Collection" umfasste ca. 50 Werke des Künstlers. Das Bild Der Boxer erlöste – inklusive der Boxhandschuhe des mit nacktem Oberkörper porträtierten Boxers – die Summe von 580.500 Britische Pfund, Die Rast des Vagabunden (The stroller's rest) 972.500 Pfund und die romantische Verfolgungsszene The romantic pursuit, sogar die Rekordsumme von 1.588.500 Britischer Pfund. Das 1936 entstandene Porträt im Profil von Boris Snejkowsky, signiert vom Künstler als Geschenk für den Porträtierten, kam 2018 ebenfalls bei Christie’s zur Versteigerung und erlöste 72,500 Pfund. Am gleichen Tag kamen bei der Versteigerung mehrere Porträts von diesem Lieblings-Modell des Künstlers zum Verkauf.
Der Pianist und Komponist Vladimir Shinov widmete Somow ein Stück auf seinem Album Heart of Wayfaring – Piano Music 2001-2002, erschienen 2003, mit dem Titel To Constantin Somov.

## Werke (Auswahl)

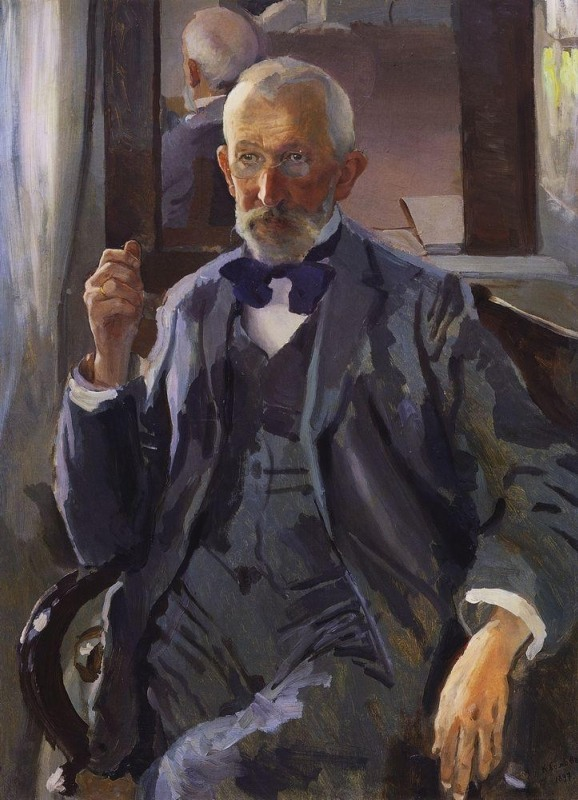
Porträt des Vaters Andrei Iwanowitsch Somow (1897)

- Porträt von Anna Petrowna Ostroumowa-Lebedewa (1901)
- Porträt von Alexander Blok (1907)
- Porträt von Michail Kusmin (1910)
- Porträt von M. Dobuschinski (1910)
- Porträt von J. Lansere (1907)
- Porträt von W. Iwanow (1909)
- Porträt von W. Nuwel (1914)
- Spaziergang nach dem Regen (Прогулка после дождя) (1896)
- Abend (Вечер) (1902)
- Schlafende junge Frau (Спящая молодая женщина) (1909)
- Dame im himmelblauen Mantel (Дама в голубом платье) (1897–1900)
- Bucheinband zu Cor Ardens von Wjatscheslaw Iwanowitsch Iwanow (1907)
- Porträt von Sergei Wassiljewitsch Rachmaninow (1925)
- Selbstporträt (1928)[4]
- Porträt von Boris Nolde, Öl auf Leinwand, 41 × 33,2 cm (1932)[5]
- Porträt von Boris Snejkovsky in einem rosa Hemd (1933).[6]
- Bildnis eines nackten jungen Mannes (Der Boxer, 1933) [7]
- Porträt im Profil von Boris Snejkovsky, Öl auf Leinwand, 55 × 46,5 cm (1936) – Geschenk des Künstlers an Boris Sneijkovsky (1910–1978).[8]